# Софрон (Дмитерко)
Софро́н Степа́н Дмите́рко (1 червня 1917, Бичківці — 5 листопада 2008, м. Івано-Франківськ) — єпископ Івано-Франківський Української греко-католицької церкви (1974–1997), василіянин.

## Біографія

### Дитинство
Народився 1 червня 1917 року в селі Бичківці на Тернопільщині. При хрещенні отримав ім'я Степан. Батько Михайло служив священником спочатку у Бичківцях, а потім у селі Мишків Заліщицького деканату. У Мишкові з семи років почав ходити до вселюдної початкової школи, а після її закінчення вступив у Тернопільську гімназію. Відвідував цей заклад чотири роки, аж поки польський уряд не закрив його. Через тривалий час він зумів відновити свою освіту в Станиславові.

### Монах-василіянин
Степан Дмитерко серйозно почав цікавитись монашим життям, навчаючись у Станиславівській гімназії.
У 1932 році, після вступних іспитів, Степана Дмитерка прийнято до новіціяту отців василіян у Крехові, де він після шести місяців отримав облечини, на яких одержав монаше ім'я Софрон.
Після новіціату продовжував свої студії по монастирях і готувався до священства. Риторики і філософії вчився у Кристинополі, теології — у Лаврові. Якраз там його захопила війна. Після довгих поневірянь студенти-монахи опинилися в Чехії, де були прийняті на навчання у семінарію в Оломовці на Мораві. Незабаром німці прогнали братів василіян з Оломовця і вони знайшли пристановище аж у Празі, у Карловім університеті. Було це 1940 року.

### Священик
Після висвячення єпископом Миколою Дудашем братів василіян на священників, гестапо їх усіх заслало на каторжні роботи по всій Чехії. Софронові Дмитерку випало працювати в Моравській Остраві на шахті «Кароліна». Був звільнений за втручання УГКЦ, 1943 року частина молодих ієромонахів поїхала на Захід далі вчитися, кількох (серед них — о. Софрона Дмитерка) повернуто до Львова. Після кількох місяців перебування у Львові був направлений до Бучача префектом чоловічої гімназії при василіянському монастирі, де працював до закриття закладу.
З приходом більшовицької влади усі священники, які не перейшли на православ'я, змушені були вести нелегальний спосіб діяльності. Богослужіння відправляли таємно, по хатах, всюди де тільки люди зверталися по духовну опіку. Так було в селі Яківка коло Обертина, в Коломиї, Долині, у Львові, у Ланчині Надвірнянського р-ну, в Яремчі, в Чортківському і Заліщицькому районах Тернопільської області та в багатьох інших місцях.

### Єпископ
Наприкінці 1960-х років владика Іван Слезюк, будучи хворим, шукав собі наступника, бо Церква у той складний час мусіла мати провідників. Під час однієї зустрічі він запропонував о. Софрону Дмитерку стати єпископом. Згоду священник дав після того, як повідомив про це василіянський протоігуменат. Думка була однозгідною: з огляду на канонічні потреби Церкви, а також з послуху о. Софрон Дмитерко погодився взяти на себе ці нелегкі обов'язки. Хіротонія проходила у дуже скромних умовах, на приватній квартирі лікарки Софії Девосир та її сестри монахині Віри в Івано-Франківську. При цих двох свідках владика Слезюк уділив о. Софрону єпископські свячення. Сталося це 30 листопада 1968 року. Єпископ Софрон провадив єпископське служіння як коад'ютор, з правом наступництва, а єпископський уряд і надалі виконував аж до своєї смерті владика Слезюк.
1973 року єпископа Дмитерка несподівано арештували. У березні 1974 року він був етапований у 38-му зону, що у присілку Лєнінскоє на Луганщині. З огляду на вже немолодий вік, владика Софрон Дмитерко виконував обов'язки сторожа, потім працював на інших примусових роботах.
Після звільнення з ув'язнення у 1975 році, поряд з цивільною працею, владика Дмитерко виконував свої єпископські обов'язки. Давав різні розпорядження, полагоджував спірні питання разом з іншими єпископами, готував до висвяти підпільних семінаристів. Всього за часи підпілля рукоположив понад 65 священників.
З початком 1989 року єпископ Софрон Дмитерко, ЧСВВ, перейшов на легальне становище, ревно виконуючи свій архипастирський обов'язок. 7 листопада 1997 року Папа Римський Іван Павло II задовольнив прохання владики Софрона Дмитерка про зречення з уряду єпископа Івано-Франківського за віком. Його наступником став владика Софрон Мудрий, ЧСВВ.
Помер 5 листопада 2008 року, похований у крипті Катедрального собору Святого Воскресіння міста Івано-Франківськ.

## Вшанування пам'яті
28 серпня 2017 року в селі Погоня Тисменицького району Івано-Франківської області поруч із Свято-Успенським василіянським монастирем за участі митрополита Івано-Франківського Володимира Війтишина було освячено пам'ятник владиці-ісповіднику Софронові Дмитеркові, ЧСВВ.
У місті Івано-Франківськ є вулиця Софрона Дмитерка. 
У місті Коломия частину вулиці Достоєвського (в межах від вулиці Івана Франка до перетину з трасою Н-10) перейменували на вулицю Владики Софрона Дмитерка.